# Mieczysław Kułakowski
Mieczysław Ludwik Kułakowski (ur. 19 sierpnia 1896 w Załoźcach, zm. 5 września 1942 w KL Auschwitz) – major artylerii Wojska Polskiego.

## Życiorys
Urodził się 19 sierpnia 1896 w Załoźcach, w ówczesnym powiecie brodzkim Królestwa Galicji i Lodomerii, w rodzinie Antoniego i Anieli. Był młodszym bratem Mariana (1893–1980), podpułkownika dyplomowanego artylerii Wojska Polskiego.
Od 1907 uczęszczał do c. k. Gimnazjum w Złoczowie, w którym 25 lutego 1918 złożył maturę.
Podczas I wojny światowej odbył 21 maja do 23 lipca 1917 kurs w Szkole Podchorążych Artylerii przy 1 pułku artylerii Legionów Polskich.
Po odzyskaniu przez Polskę niepodległości 1918 został przyjęty do Wojska Polskiego. Uczestniczył w wojnie polsko-bolszewickiej w szeregach 5 pułku artylerii polowej. Został awansowany do stopnia porucznika artylerii ze starszeństwem z dniem 1 czerwca 1919, a następnie do stopnia kapitana artylerii ze starszeństwem z dniem 15 sierpnia 1924. W latach 20. pozostawał oficerem 5 pułku artylerii polowej, stacjonującego w garnizonie Lwów. W 1928 był oficerem zwiadu tego pułku. W 1932 był oficerem sztabu 6 Grupy Artylerii we Lwowie. 4 lutego 1934 został awansowany na majora ze starszeństwem z dniem 1 stycznia 1934 i 4. lokatą w korpusie oficerów artylerii. W kwietniu 1934 został przeniesiony z 5 pal do Wołyńskiej Szkoły Podchorążych Rezerwy Artylerii we Włodzimierzu Wołyńskim na stanowisko dowódcy dywizjonu. Podczas XI kursu tej szkoły trwającego od 1936 do 1937 był dowódcą 5 baterii podchorążych artylerii konnej. W marcu 1939 pełnił służbę w 7 dywizjonie artylerii konnej w Poznaniu na stanowisku I zastępcy dowódcy dywizjonu. 
Po wybuchu II wojny światowej w okresie kampanii wrześniowej pełnił funkcję dowódcy I dywizjonu 3 pułku artylerii lekkiej Legionów. 18 maja 1942 został osadzony w niemieckim obozie koncentracyjnym Auschwitz-Birkenau (numer obozowy 35713), gdzie poniósł śmierć 5 września 1942.

## Odznaczenia
- Krzyż Walecznych[22][23][12],
- Srebrny Krzyż Zasługi (17 marca 1930)[24].